# رکن‌آباد (داراب)
رکن‌آباد، روستایی در دهستان قریه الخیر بخش جنت شهرستان داراب در استان فارس ایران است.

## جمعیت
بر پایه سرشماری عمومی نفوس و مسکن در سال ۱۴۰۳، جمعیت این روستا برابر با6.326 نفر(800 خانوار) بوده است.